# Niels
Niels is een mannelijke voornaam uit Scandinavië. De naam is afgeleid van het Latijnse Nicolaus (vgl. Nicolaas). De Deense wetenschapper en geestelijke Niels Stensen (1638-1685) latiniseerde zijn naam bijvoorbeeld als Nicolaus Steno. Nils is een spellingsvariant van deze naam.

## Etymologie
Oorspronkelijk gaat de naam terug op het Griekse Nikolaos, een samenstelling van νἰκη (nikè) en λαός (laos), die zoveel betekent als "overwinnaar van het volk". Ook wordt een afleiding van de Latijnse naam Cornelis, wat de "gehoornde" zou betekenen, in bepaalde boeken vermeld.

## Bekende dragers van deze naam
- Niels Abel
- Niels Albert
- Niels van den Berge
- Niels Bohr
- Niels De Pauw
- Niels Destadsbader
- Niels Gade
- Niels Geusebroek
- Niels 't Hooft
- Niels Hoogland
- Niels de Klerk
- Niels Kobet
- Niels Kokmeijer
- Niels van der Laan
- Niels Meijer
- Niels-Henning Ørsted Pedersen
- Niels Scheuneman
- Niels Stensen

## Overig
- Nils (muziekalbum) (1979), een muziekalbum van Nils Lofgren